# Cycloramphus
Cycloramphus là một chi động vật lưỡng cư trong họ Cycloramphidae, thuộc bộ Anura. Chi này có 27 loài và 44% bị đe dọa hoặc tuyệt chủng.

## Hình ảnh

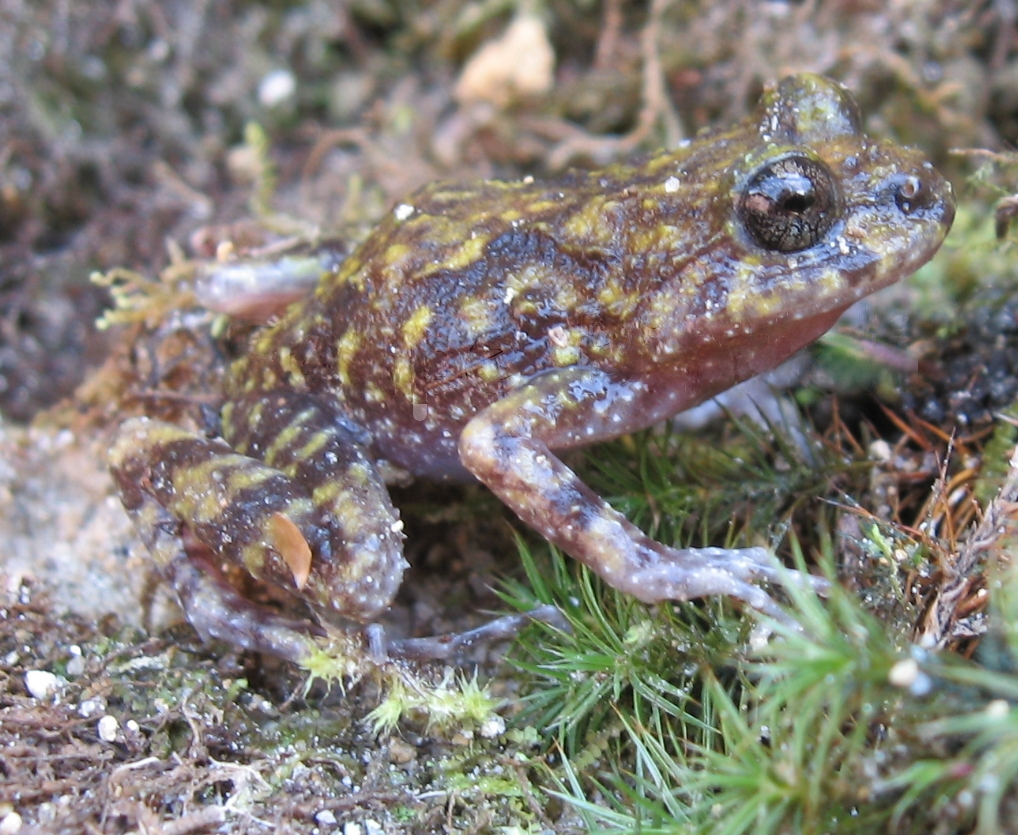
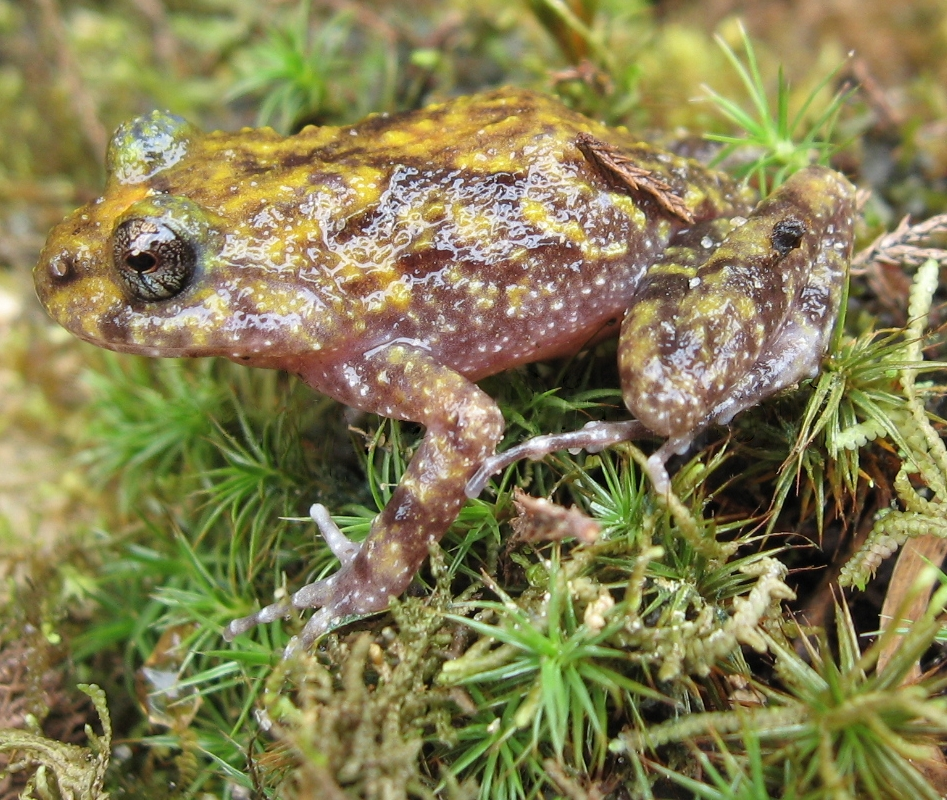